# Tarnogski Gorodok
Tarnogski Gorodok (russisch Та́рногский Городо́к; inoffiziell auch Tarnoga, Та́рнога) ist ein Dorf (selo) in der Oblast Wologda mit 5368 Einwohnern (Stand 14. Oktober 2010).

## Geographie
Der Ort liegt etwa 250 Kilometer nordöstlich des Oblastverwaltungszentrums Wologda am linken Ufer der Kokschenga bei der Einmündung des linken Nebenflusses Tarnoga.
Tarnogski Gorodok ist Verwaltungssitz des Rajons Tarnogski sowie der Landgemeinde Tarnogskoje selskoje posselenije, zu der weitere 88 Dörfer (selo oder derewnja) und eine Siedlung (possjolok) gehören, die bis zu etwa 30 km entfernt liegen. Über 100 Einwohner haben davon nur die acht Ortschaften Afanassjewskaja (14 km nordöstlich), Afonowskaja (9 km südsüdöstlich), Chom (6 km nordöstlich), Igumnowskaja (3 km westlich), Nikolajewskaja (1,5 km südwestlich), Sluda (5 km nordöstlich), Schebengski Pogost (10 km südlich) und Stepanowskaja (13 km nordöstlich); 44 weitere Orte haben mindestens 10 Einwohner, 26 weniger als 10 Einwohner sowie 11 keine ständigen Einwohner (Stand 2010).

## Geschichte
Als offizielles, jedoch nicht genau gesichertes Gründungsjahr gilt 1453. Im 14. bis 15. Jahrhundert errichtete die Republik Nowgorod in diesem Gebiet an ihrer Ostgrenze eine Reihe von hölzernen Festungen (Ostrogi) zum Schutz vor Einfällen von Kasan-Tataren und anderen jenseits der Grenze siedelnden Völkerschaften sowie Moskowitern. Die Befestigung mit umliegender Ortschaft trug unterschiedliche Bezeichnungen, darunter Kokschengski gorodok („Kokschenga-Städtchen“). Spätestens gegen Ende des 17. Jahrhunderts verloren die Festungen ihre militärische Bedeutung und wurden aufgegeben; Tarnogski Gorodok („Tarnoga-Städtchen“ nach dem dort mündenden Fluss) wurde in dieser Zeit als pogost bezeichnet. Diese Siedlungen bestanden üblicherweise aus Kirche und Friedhof für die umliegenden Dörfer sowie wenigen Wohngebäuden; einmal im Jahr fand dort ein Markt statt. Erst in den 1890er-Jahren wuchs die Bedeutung des Ortes wieder, nachdem es als Sitz für die Schewdenizkaja wolost des Ujesds Totma des Gouvernements Wologda gewählt wurde. Bis gegen Anfang des Ersten Weltkriegs wuchs die Einwohnerzahl auf etwa 100.
Am 25. Januar 1935 wurde Tarnogski Gorodok zum Sitz eines neu gebildeten Rajons des Nördlichen Krai, aus dem wenig später die Nördliche Oblast und darauf in diesem Teil die Oblast Wologda hervorging.

### Bevölkerungsentwicklung
| Jahr | Einwohner |
| ---- | --------- |
| 1939 | 762       |
| 1959 | 1927      |
| 1970 | 2446      |
| 1979 | 3925      |
| 1989 | 5570      |
| 2002 | 5539      |
| 2010 | 5368      |

Anmerkung: Volkszählungsdaten

## Verkehr
Tarnogski Gorodok liegt an der Regionalstraße 19K-010, die etwa 30 km südöstlich von der Straße Totma – Weliki Ustjug abzweigt, über die Anbindung in Richtung Wologda und Kotlas besteht. Nach Norden setzt sich die 19K-010 in der Oblast Archangelsk als 11K-791 fort, die in die Siedlung Oktjabrski führt. Dort befindet sich etwa 70 km von Tarnogski Gorodok entfernt die nächstgelegene Bahnstation Kostyljowo an der Strecke Konoscha – Kotlas – Workuta (Petschora-Eisenbahn).
Am Nordostrand des Ortes befindet sich ein kleiner Flughafen (ICAO-Code ULWG), der jedoch seit den 1990er-Jahren nicht regulär genutzt wird.